# Diego Rivera
Diego Rivera (Guanajuato, 8 de desembre de 1886 - Ciutat de Mèxic, 24 de novembre de 1957) va ser un destacat muralista mexicà famós per la seva tendència a plasmar obres d'alt contingut social en edificis públics, principalment en el Centre Històric de la Ciutat de Mèxic.
Diego Rivera va néixer el desembre de 1886 a la ciutat de Guanajuato i fou batejat amb el nom de Diego María de la Concepcíon Juan Nepomuceno Estanislao de la Rivera y Barrientos Acosta y Rodríguez. A partir de 1896 comença a prendre classes nocturnes a l'Acadèmia de San Carlos de la capital mexicana, on coneix el cèlebre paisatgista José María Velasco. El 1905 rep una pensió del Secretari d'Educació, Justo Sierra i el 1907 en rep una altra del governador de Veracruz que li permet viatjar a Espanya i ingressar al taller d'Eduardo Chicharro a Madrid. A partir de llavors i fins al 1916, alterna la seva residència entre Mèxic, Espanya i França i es relaciona amb intel·lectuals com Alfonso Reyes, Pablo Picasso i Ramon María del Valle-Inclán. Aquest mateix any neix un fill de la seva primera esposa, la pintora russa Angelina Beloff; fill que moriria l'any següent.
El 1919 neix la seva filla amb Marie Marevna Vorobev-Stebelska, Marika Rivera Vorobev, que mai reconeixeria però a la que sostindria econòmicament. El 1922 ingressa al Partit Comunista Mexicà i comença a pintar els seus murals en els edificis públics de la Ciutat de Mèxic. Aquest mateix any es casa amb Lupe Marín qui li donaria dues filles: Lupe, nascuda el 1925 i Ruth, nascuda el 1926. El 1927 es divorcia de Marín i és convidat als festejos dels primers deu anys de la Revolució d'Octubre a la Unió Soviètica. L'any de 1929 va casar-se amb la pintora Frida Kahlo.
Durant els següents quatre anys realitzaria nombroses creacions als Estats Units on la seva temàtica comunista originaria importants polèmiques a la premsa, especialment el seu mural amb l'efígie de Lenin al Rockefeller Center de Nova York, que és finalment destruït.
El 1936 promou la demanda d'asil de Lev Trotski a Mèxic que es concreta l'any següent. Per a 1940 ja s'havia distanciat del cèlebre dissident rus i s'havia divorciat de Frida Kahlo. El 1950 il·lustra Cant General de Pablo Neruda i el 1955 es casa amb Emma Furtat i viatja a la Unió Soviètica per ser intervingut quirúrgicament.
Va morir el 24 de novembre de 1957 a la Ciutat de Mèxic i les seves restes van ser col·locades a la Rotonda dels Homes Il·lustres, contravenint la seva última voluntat.

## Obra

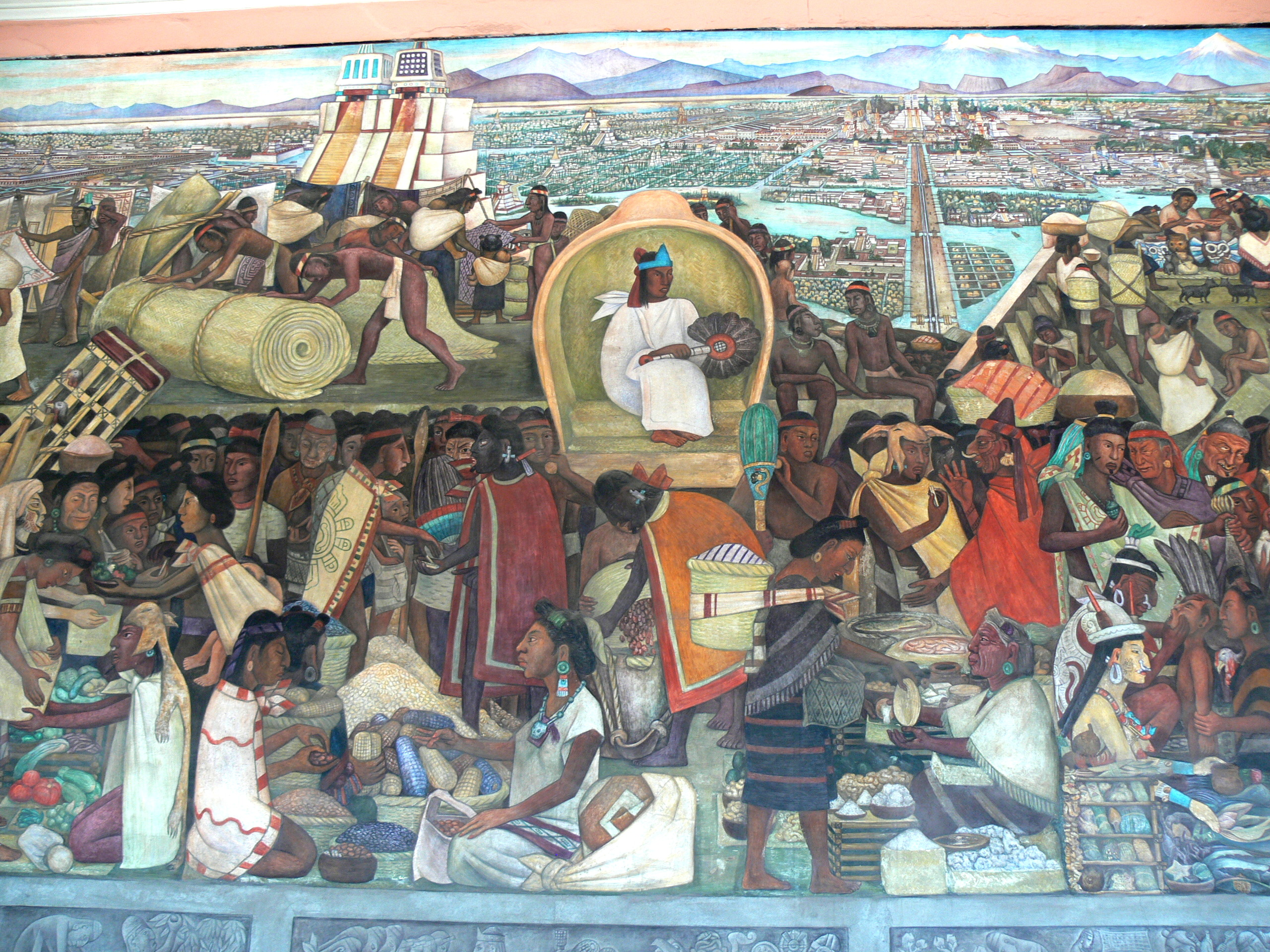
Mural de Rivera que mostra la vida dels asteques al mercat de Tlatelolco. Palacio Nacional de Ciutat de Mèxic.

Diego Rivera és el màxim representant del muralisme social de tendència socialista. L'obra d'aquest gran pintor mexicà, que va passar pel cubisme i les altres avantguardes abans de consolidar el seu propi estil, arrela en una concepció profundament panamericana que reivindica la història pròpia del poble indígena. La seva concepció del mural parteix d'una revisió de l'art autòcton de l'Amèrica anterior al descobriment i entronca directament amb els estils i les formes de l'art propi de maies i asteques, dels que pretén ser una actualització moderna.
L'obra de Diego Rivera ha de ser emmarcada en el context de la Guerra Freda i la divisió del món en dues formes de govern antagòniques representades pels EUA i la Unió Soviètica.
El decantament de Rivera cap al gènere mural de caràcter socialista és conseqüència del posicionament de l'autor a favor d'una concepció socialment compromesa de l'artista amb la societat en la qual viu.
La seva obra és una evolució conscient i coherent d'aquest posicionament i es caracteritza fonamentalment per:
- Riquesa cromàtica: el colorisme és per a Rivera representació del poble i s'oposa al gris amb el qual tendeix a representar els valors del capitalisme industrial.
- L'adopció del gènere mural respon clarament a la voluntat de dotar d'una utilitat pública l'obra artística
- Elogi del poble i de la seva història anònima com a tema principal de totes les seves obres
- Elogi de la natura i de la capacitat d'harmonitzar amb ella de l'ésser humà que mai és entès de manera antagònica al seu entorn sinó com a part integradora de l'univers
- Inclusió de simbologies científiques (organització de l'àtom, big-bang, evolució darwiniana, composició de les cèl·lules) en les seves obres amb les que intenta aconseguir un sentit espiritual i alhora substituir el simbolisme religiós
- Posicionament sense ambigüitats en la ideologia marxista-leninista: en moltes de les seves obres els líders revolucionaris (de Marx a Lenin, passant per Martí i molts altres líders antiimperialistes sud-americans) apareixen al capdavant del poble.